# Тунгони (Сасари)
Тунгони је насеље у Италији у округу Сасари, региону Сардинија.
Према процени из 2011. у насељу је живело 59 становника. Насеље се налази на надморској висини од 307 м.